# 5-10-15
5-10-15 – program dla dzieci i młodzieży emitowany od 18 grudnia 1982 do 26 maja 2007 na TVP2 oraz na antenie TVP1.
Pierwotnie nadawany był w soboty, na antenie TVP2 w godzinach okołopołudniowych. Później został przeniesiony na antenę TVP1, zastępując program Drops, nadawany w sobotnie poranki o godzinie 9:00.
Prezenterami programu byli, m.in.: Mateusz Ptaszyński, Kasper Zborowski-Weychman, Karolina Poznakowska, Sandra Walter, Marcin Tyszka, Piotr Kraśko, Małgorzata Halber, Karolina Szostak, Marcin Chochlew, Justyna Pochanke, Krzysztof Ibisz, Marcin Kołodyński, Maria Niklińska, Barbara Nowacka i Ivo Widlak, a program powstawał pod redakcją Bożeny Walter. W latach 80. jako „Głos” występował Wojciech Mann. Od września 2006 program był podzielony na wejścia na żywo nazwane „Studio 5-10-15”. Pierwsze studio około 8:15.
W programie poruszane były najważniejsze sprawy dotyczące wszystkich tych, którzy mają 5, 10 i 15 lat. Widzowie programu w 1989 wyłonili reprezentantkę na 32. festiwal Zecchino d’Oro. Muzykę z czołówki programu stanowił fragment utworu „Bez ograniczeń” zespołu Kombi, zaś ostatnim utworem w czołówce był utwór formacji Wet Fingers „Nu limit”, będący DJ-skim remiksem starej czołówki.
Magazyn był podzielony na bloki dla 5-, 10- i 15-latków. Młodsze dzieci mogły oglądać treści 5-latków w godzinach wczesnoporannych, a 15-latki – w godzinach późniejszych. Całość kończyła się ok. godz. 11:00. Nowa formuła programu wprowadziła również elementy muzyczne. Co tydzień w programie piosenki wykonywali prezenterzy 5-10-15.
Małgorzata Raczyńska-Weinsberg, ówczesna dyrektor TVP1, na przełomie lipca i sierpnia 2007 zdecydowała o niekontynuowaniu serii, co tłumaczyła niską oglądalnością programu. Studio 5-10-15 w 2006 oglądało 1 mln 240 tys. widzów, a w 2007 – 780 tys. widzów.

## Cykliczne programy magazynu 5-10-15
- Czarodziejska lampa
- Omnibus
- Nutki z gwiazdą
- Szkolna lista przebojów
- Tacy jak Bruce Lee
- Co on robił jak miał lat 5, 10, 15
- Szortpress
- Mini lista przebojów
- Czy wydra wygra?
- Ekokłopoty